# Pest in Wanfried und Pestlinde

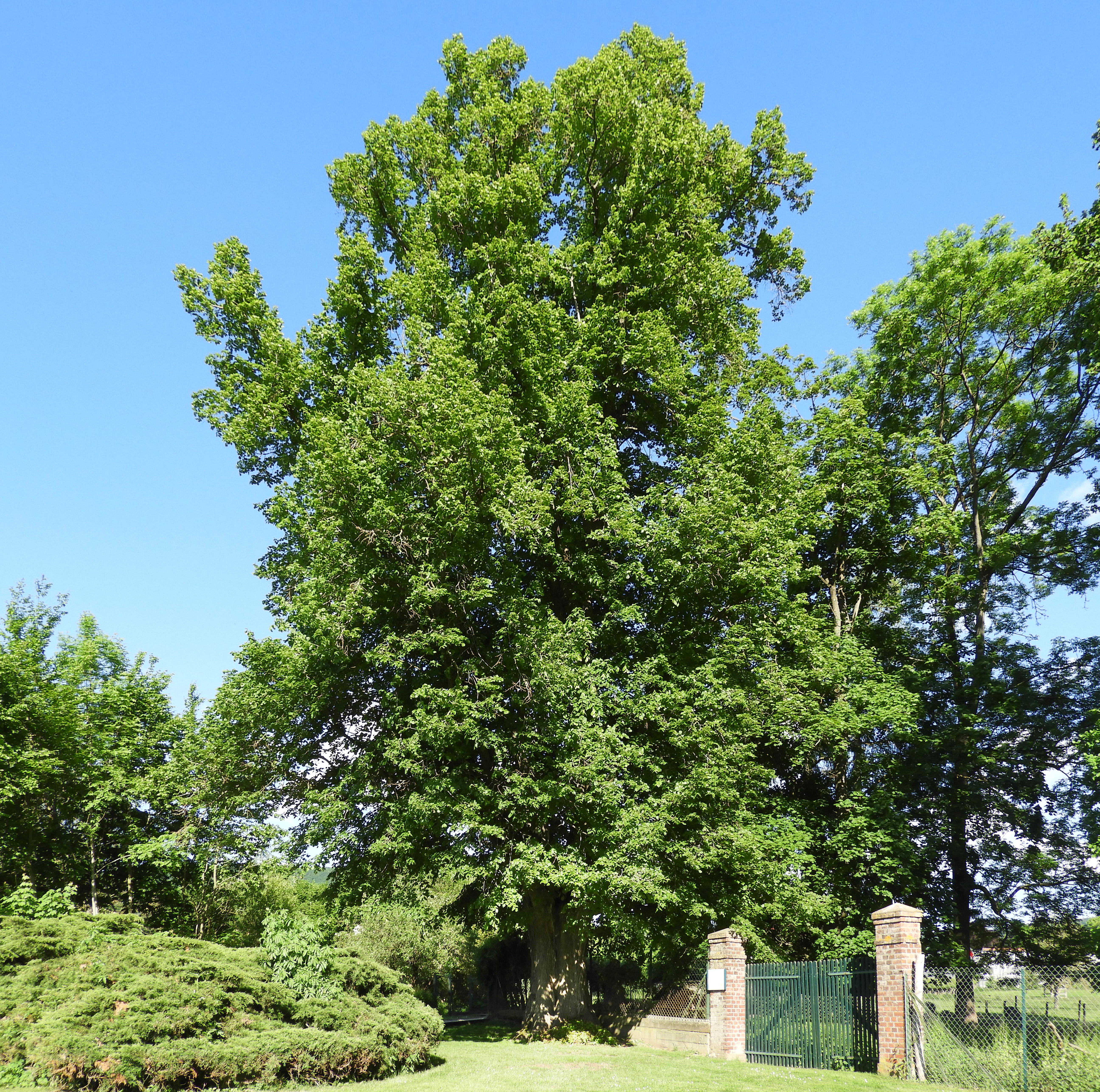
Die 1683 zur Erinnerung gepflanzte Pestlinde

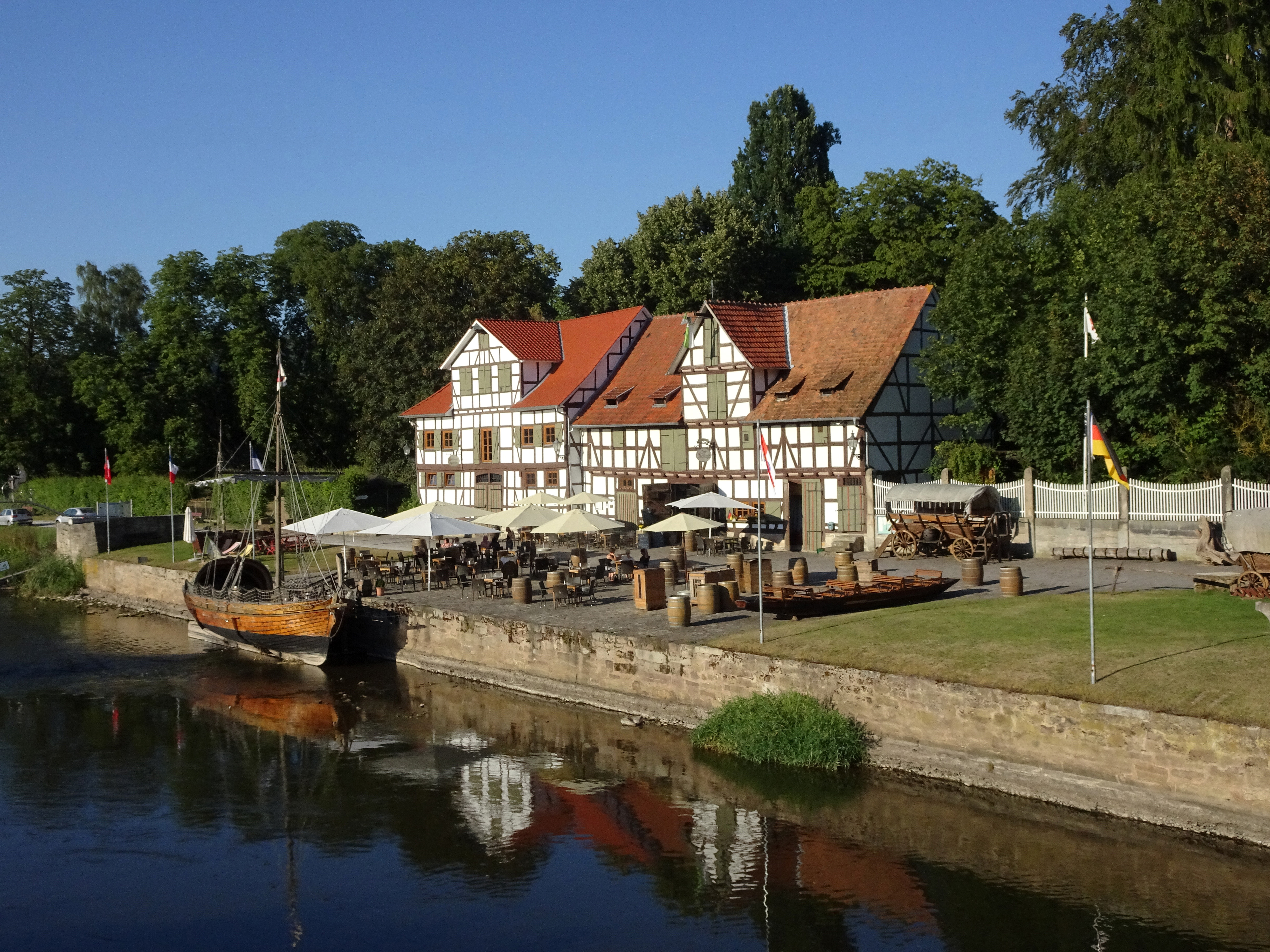
Die historische Hafenanlage „Schlagd“ mit den ehemaligen Stapelhäusern

Die Pest in Wanfried war ein Seuchenausbruch im März 1682, der ein Jahr dauerte und dem ein Großteil der Bewohner der nordhessischen Stadt Wanfried zum Opfer fiel. Heute noch erinnert die Pestlinde an das große Sterben im „Pestjahr“ 1682 und an Pfarrer Johannes Gleim (1653–1697), von dem das Kirchenbuch der Evangelischen Stadtkirche berichtet, dass er sich in jenem Jahr hingebungsvoll um die Menschen in seiner Gemeinde kümmerte und unermüdlich half. Über 300 Menschen musste er beerdigen. Alle wurden außerhalb der Stadt auf dem „Pestacker“ begraben. Unter ihnen war auch Pfarrer Gleims Freund, der Kantor Jakob Faber. Ihm zu Ehren und allen anderen zum Gedenken pflanzte Gleim im Jahr 1683 einen Lindenzweig auf Fabers Grab, der in den vergangenen Jahrhunderten zu einem stattlichen Baum emporgewachsen ist und das Andenken wachhält.

## Geschichte
„Der Dreißigjährige Krieg (1618–1648) war für die Einwohner eine lange Zeit der schwersten Drangsale“, schrieb Stadtsekretär Reinhold Strauß in der Chronik der Stadt Wanfried aus dem Jahr 1908. Durch die Lage des Ortes an der Kreuzung verschiedener Heerstraßen wurde sie von Kriegsvölkern aus vielen Ländern durchzogen, sowohl von feindlichen wie von freundlichen. Dabei benahmen sich die Soldaten aus befreundeten Staaten laut Chronik in vielen Beziehungen auch nicht besser als die Feinde. Da die Truppen meistens keinen Sold bekamen, waren sie, vor allem bei den Lebensmitteln, auf die Mitnahme alles Erreichbaren angewiesen.
Wanfried wurde in den Kriegsjahren überfallen, geplündert und niedergebrannt. Die große Not und Entbehrungen der Menschen, denen fast nichts gelassen wurde und die aus Furcht vor den Kriegsvölkern teils in Kellern, teils in den Wäldern Zuflucht suchten, dazu der fortwährende Wechsel und die Anhäufung von Truppen, hatten eine große Sterblichkeit unter den Einwohnern zur Folge. Als der 30 Jahre währende Krieg sein Ende erreichte, so die Chronik, lagen Handel und Wandel darnieder; kein Stück Vieh mehr im Ort, Keller und Böden leer, die Felder unbebaut und verwüstet. Gebäude und Wohnungen waren zum großen Teil zerstört. Es dauerte lange, bis die Menschen sich von den Strapazen erholten.
„Kaum waren die Schrecknisse des 30jährigen Krieges vorüber, da hielt ein anderer unheimlicher Gast, die Pest, ihren Einzug in die Mauern der Stadt“, schreibt der Chronist. Über den Zeitpunkt des Ausbruchs der Krankheit stimmen die städtischen Akten mit den Eintragungen im Kirchenbuch nicht ganz überein. Nach dem städtischen Aktenmaterial soll die Epidemie bereits im März 1682 ausgebrochen sein; nach den Eintragungen im evangelischen Kirchenbuch begann die Seuche im Ort mit einem am 7. September Verstorbenen, an dem man erstmals die Zeichen der Pest erkannte. Die Krankheit nahm immer den gleichen grausamen Verlauf: Plötzliches Fieber und Übelkeit, dann einzelne dunkle Flecken am Körper, die sich zu dicken Eiterbeulen entwickelten, und danach folgte, in fast allen Fällen, ein qualvoller Tod binnen weniger Tage.
Als die Ansteckungsgefahr immer größer wurde, sperrte das Militär im Juni 1682 Wanfried ab. Niemand sollte in den abgeriegelten Bereich hinein, niemand heraus. Kein fremdes Schiff durfte in den Hafen einlaufen und keines der hier liegenden ausfahren. Fuhrwerke wurden um Wanfried herum geleitet. An den Übergabestellen für Waren, Lebensmittel und Briefe wurden ständig Feuer unterhalten, um die Luft zu „reinigen“. Die Absperrungsmaßregeln waren derartig streng, dass sich die Stadtverwaltung wiederholt dagegen beschwerte.
Der Höhepunkt der Seuche erreichte Wanfried in den Herbstmonaten. In dieser Zeit sah es in der Stadt trostlos aus. Die Straßen, die Lagerhäuser, die Herbergen, die Gastschänken waren wie ausgestorben. Die Geschäfte verödeten. Und immer unbarmherziger schlug die Seuche zu. Manche Familien der Stadt starben vollständig aus. Die Furcht vor Ansteckung war so groß, dass niemand ein Haus, in dem ein Kranker lag, betreten wollte. Die Verwaltung der Stadt war genötigt, für damalige Verhältnisse sehr hohe Beträge zu zahlen, um die Leichen aus ihren Wohnungen fortzuschaffen und die Kranken in das Siechenhaus und die Oberschule zu bringen, die als Lazarette eingerichtet waren. Die Beerdigung der Pestopfer erfolgte nicht auf dem eigentlichen Friedhof vor dem Untertor, sondern auf dem „Pestacker“, in der Nähe des Siechenhauses.
Die Wanfrieder Stadtchronik berichtet: „In dieser schweren Zeit, in der alle Bande der Freundschaft und Familienzugehörigkeit sich lösten, da jeder für das eigene Leben fürchtete, zeigten sich jedoch auch Taten der edelsten Menschenfreundlichkeit und Nächstenliebe. Die Stadt hat die Namen dieser Männer, welche sich durch aufopferungsvolle Pflege, stete Hilfsbereitschaft und Unerschrockenheit in allen Lagen große Verdienste erworben haben, der Nachwelt zum ehrenden Gedächtnis aufbewahrt. Es sind dies: Konrad Wetzestein, Martin Klaus, Christian Döring, Georg Weske und Jakob Sänger.“
Auch von Pfarrer Johannes Gleim ist überliefert, dass er „seinem Gewissen folgte und gemäß der ihn tragenden Hoffnung seinen Dienst tat.“ Er war einer der wenigen, die trotz Ansteckungsgefahr immer wieder Betroffenen zur Hilfe eilten; die Erkrankten und diejenigen, die durch Tod oder Flucht ihrer Angehörigen verlassen wurden, trösteten. Zu den am härtesten betroffenen Familien gehörte die seines Freundes und Nachbarn Jakob Faber. Dieser verlor in kurzer Zeit Eltern, Bruder, Frau und sieben seiner Kinder. Das letzte Opfer war Faber selbst. Er starb am 3. August 1682 im Alter von 55 Jahren. Pfarrer Gleim begrub ihn in der Nacht.
Als der Winter kam, ließ die Seuche langsam nach und im Frühjahr war sie überwunden. Nach dem Erlöschen der Epidemie wurden tagelang vor der Stadt Kleidungsstücke, Wäsche und dergleichen verbrannt. Sämtliche Gebäude mussten innerhalb gegebener Fristen gereinigt und innen und außen mit Kalk geweißt werden.

## Die Pestlinde
Als die Stadt im Frühjahr 1683 wieder freigegeben war, pflanzte Pfarrer Gleim seinem Freund Faber eigenhändig eine Linde als letzten Gruß auf sein Grab. Seit Juli 1936 ist die „Pestlinde“ genannte Sommerlinde ein ausgewiesenes Naturdenkmal. In der Liste der Naturdenkmale des Werra-Meißner-Kreises hat die Pestlinde die Nummer ND 636.510 mit einem Ausweisungsdatum vom 21. Juli 1936.
Die Pestlinde in Wanfried hatte 2017 eine Höhe von etwa 18 m und einen gemessenen Umfang von 4,31 m.
Die alte Linde steht rechts der Werra, nördlich der historischen Hafenanlage „Schlagd“ von Wanfried im nordhessischen Werra-Meißner-Kreis.
Längst sind im Laufe der Zeit die vielen Grabhügel im Schattenkreis der Linde zerfallen. Der lange gemiedene Pestfriedhof wurde zu einem Bereich für Erholungssuchende. Vorbei an der Linde führt die „Uferpromenade“ von der ehemaligen Schiffsanlegestelle, deren denkmalgeschützten Lagerscheunen von einer Gaststätte genutzt werden, zu der Wassertretanlage. Auf dieser Straße verläuft auch die rechtsseitige Variante des Werratalradwegs nach Frieda.

## Gedicht
Vergessen sind Grabhügel und Pestfriedhof,

verfallen die schwarzen Kreuze.

Lebendig ist nur der Lindenzweig.

Er wuchs empor,

zum kräftigen Stamm,

zur mächtigen Linde,

und scheint alles zu überdauern.